# Villardiegua de la Ribera
Villardiegua de la Ribera est une municipalité espagnole de la communauté autonome de Castille-et-León et de la province de Zamora. En 2021, elle compte 113 habitants.